# Paul Louis Joseph Peterinck
Paul Louis Joseph Peterinck, né le 10 novembre 1754 à Lille (Nord), mort le 3 octobre 1801 à Dunkerque (Nord), est un général de brigade de la Révolution française.

## États de service
Dessinateur à l’école de Mézières, il entre en service comme soldat en 1777, au régiment d'Enghien, il est employé comme dessinateur des fortifications à Lille, Bergues et Dunkerque. 
En 1789, il passe adjudant-major de la Garde nationale de Calais, avant de devenir capitaine au 9e bataillon de volontaires du Pas-de-Calais, et administrateur du département du Pas-de-Calais en 1791. En 1792, il coopère à la défense de Lille, où il est blessé. Il est nommé lieutenant-colonel le 26 janvier 1793, au 10e bataillon de volontaires du Pas-de-Calais, commandant temporaire de Gravelines le 3 septembre 1793.
Il est promu général de brigade le 22 septembre 1793, commandant Dunkerque, et il est démis de ses fonctions le 10 décembre suivant, par les représentants du peuple Hentz et Florent-Guiot. Emprisonné à Arras et Hesdin, il est remis en liberté le 7 juin 1794. Le 6 août 1794, il est de retour au service comme capitaine de troisième classe, adjoint aux officiers du génie à Dunkerque. Capitaine de seconde classe le 18 mai 1795, capitaine de première classe le 21 novembre 1795, il prend le commandement de Nieuport le 1er janvier 1797, puis de Dunkerque. Il démissionne le 24 novembre 1798, puis il exerce les fonctions de commissaire de police à Dunkerque de 1798 à 1801.
Il meurt le 3 octobre 1801, à Dunkerque.

## Sources
- (en) « Generals Who Served in the French Army during the Period 1789 - 1814: Eberle to Exelmans »
- Étienne Charavay, Correspondance général de Carnot, tome 4, imprimerie Nationale, 1907, p. 9.
- (pl) « Napoléon.org.pl »
- Georges Six, Dictionnaire biographique des généraux & amiraux français de la Révolution et de l'Empire (1792-1814), Paris : Librairie G. Saffroy, 1934, 2 vol., p. 303